# Hornaing
Pour l’article ayant un titre homophone, voir Ornain.
Hornaing est une commune française située dans le département du Nord (59), en région Hauts-de-France.
Après le premier quart du XXe siècle, Hornaing devient une commune minière à la suite de la construction de la fosse Heurteau par la Compagnie des mines d'Anzin. Une centrale thermique fut construite dans les années 1950 et fermée en 2015.

## Géographie

### Localisation
Hornaing est un bourg de l'Ostrevent situé dans l'ancien bassin minier du Nord-Pas-de-Calais, à 9 km de Marchiennes, 13 km de Valenciennes, à environ 20 km de Douai  et à 40 km de Lille.
La commune fait partie du parc naturel régional Scarpe-Escaut. Le sentier de grande randonnée de pays GRP du Bassin minier Nord-Pas-de-Calais y passe.
Elle se trouve dans l'aire d'attraction de Somain ainsi que dans son bassin de vie. Par ailleurs, elle fait partie de l'unité urbaine de Valenciennes (partie française) et de la zone d'emploi de cette ville.

### Communes limitrophes
Les communes limitrophes sont  Erre, Escaudain, Hélesmes et Wandignies-Hamage.
|      | Wandignies-Hamage |          |
| Erre | Hornaing          | Hélesmes |
|      | Escaudain         |          |

### Géologie et relief
La superficie de la commune est de 8,95 km2 ; son altitude varie de 16  à   45 mètres.

### Hydrographie

#### Réseau hydrographique

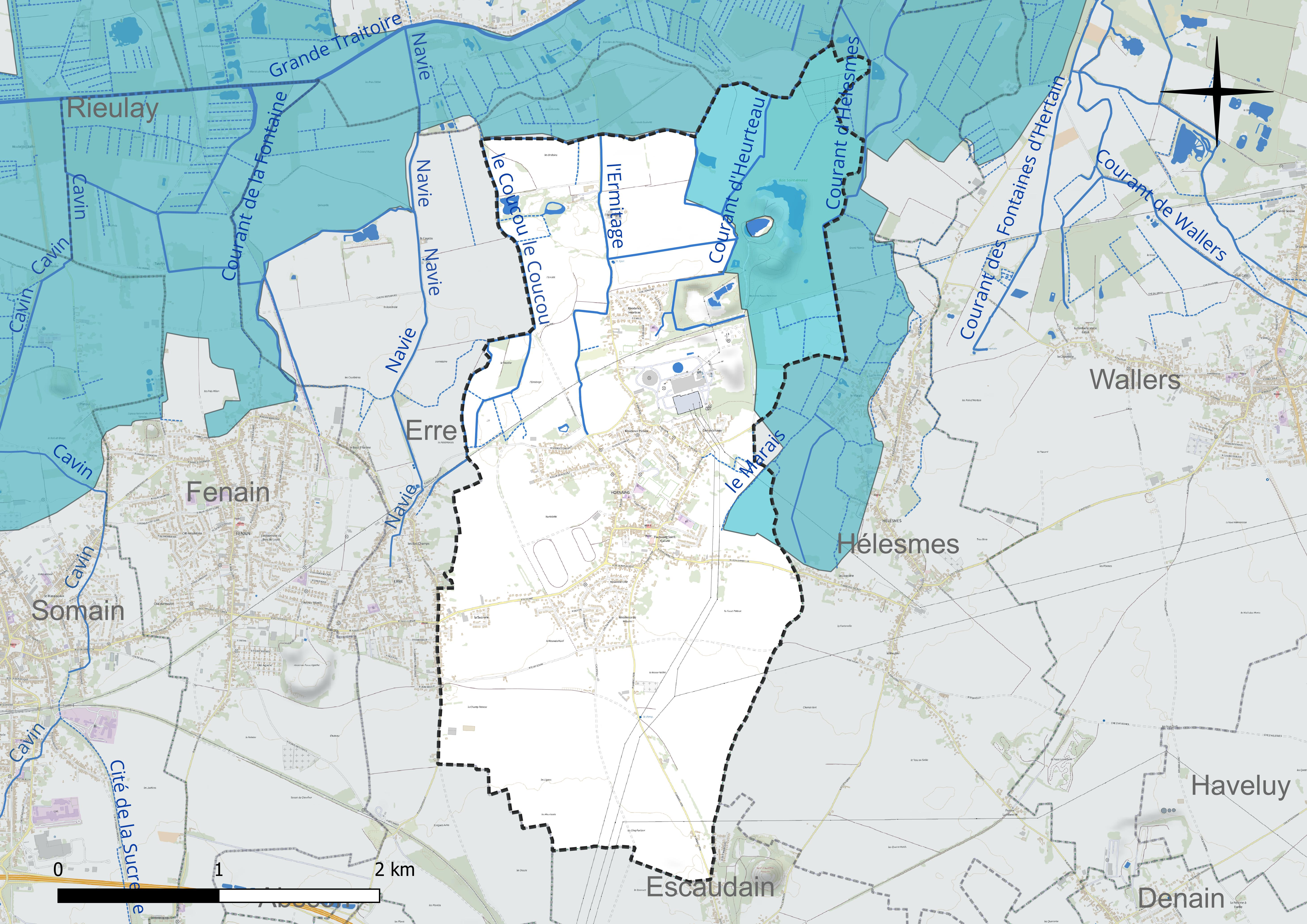
Réseau hydrographique d'Hornaing.

La commune est située dans le bassin Artois-Picardie.
Elle est drainée par le Courant d'Helesmes, le Courant d'Heurteau, le Coucou, le Marais, l'Ermitage et un autre petit cours d'eau,.

#### Gestion et qualité des eaux
Le territoire communal est couvert par le schéma d'aménagement et de gestion des eaux (SAGE) « Scarpe aval ». Ce document de planification concerne un territoire de 624 km2 de superficie, délimité par le bassin versant de la Scarpe aval, comprenant la Pévèle, la plaine de la Scarpe et le bassin minier avec l'Ostrevent. Le périmètre a été arrêté le 18 mars 1997 et le SAGE proprement dit a été approuvé le 12 mars 2009, puis révisé le 5 juillet 2021. La structure porteuse de l'élaboration et de la mise en œuvre est le parc naturel régional Scarpe-Escaut.
La qualité des cours d'eau peut être consultée sur un site dédié géré par les agences de l'eau et l'Agence française pour la biodiversité.

### Climat
Pour des articles plus généraux, voir Climat des Hauts-de-France et Climat du Nord.
En 2010, le climat de la commune est de type climat océanique dégradé des plaines du Centre et du Nord, selon une étude du CNRS s'appuyant sur une série de données couvrant la période 1971-2000. En 2020, Météo-France publie une typologie des climats de la France métropolitaine dans laquelle la commune est exposée à un climat océanique et est dans la région climatique Nord-est du bassin Parisien, caractérisée par un ensoleillement médiocre, une pluviométrie moyenne régulièrement répartie au cours de l'année et un hiver froid (3 °C).
Pour la période 1971-2000, la température annuelle moyenne est de 10,6 °C, avec une amplitude thermique annuelle de 14,7 °C. Le cumul annuel moyen de précipitations est de 697 mm, avec 12,1 jours de précipitations en janvier et 9,3 jours en juillet. Pour la période 1991-2020, la température moyenne annuelle observée sur la station météorologique la plus proche, située sur la commune de Valenciennes à 13 km à vol d'oiseau, est de 11,0 °C et le cumul annuel moyen de précipitations est de 694,1 mm,. Pour l'avenir, les paramètres climatiques de la commune estimés pour 2050 selon différents scénarios d'émission de gaz à effet de serre sont consultables sur un site dédié publié par Météo-France en novembre 2022.

## Urbanisme

### Typologie
Au 1er janvier 2024, Hornaing est catégorisée ceinture urbaine, selon la nouvelle grille communale de densité à sept niveaux définie par l'Insee en 2022.
Elle appartient à l'unité urbaine de Valenciennes (partie française), une agglomération internationale regroupant 56  communes, dont elle est une commune de la banlieue,,.
ailleurs la commune fait partie de l'aire d'attraction de Somain, dont elle est une commune du pôle principal,. Cette aire, qui regroupe 5 communes, est catégorisée dans les aires de moins de 50 000 habitants,.

### Occupation des sols

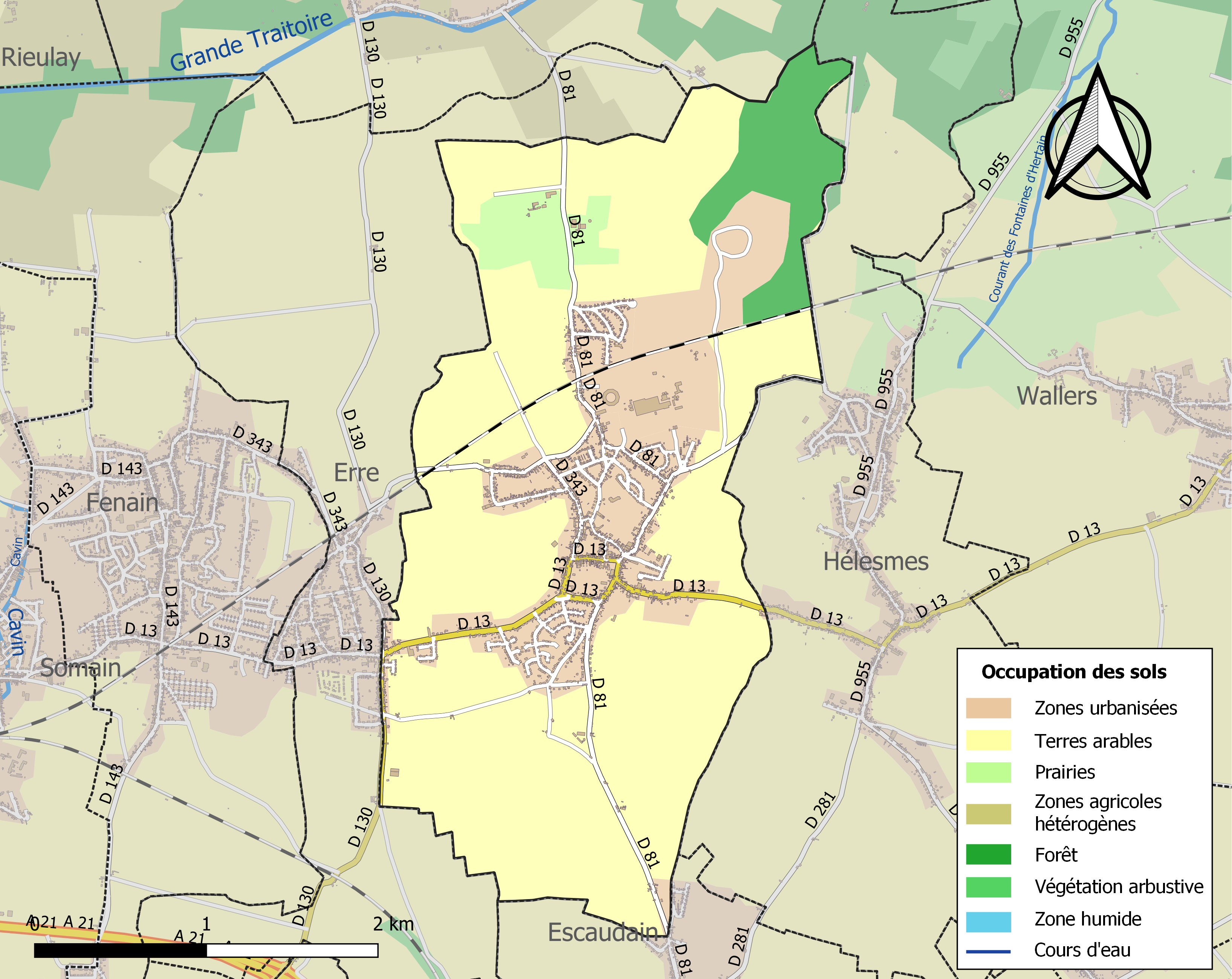
Carte des infrastructures et de l'occupation des sols de la commune en 2018 (CLC).

L'occupation des sols de la commune, telle qu'elle ressort de la base de données européenne d'occupation biophysique des sols Corine Land Cover (CLC), est marquée par l'importance des territoires agricoles (68,7 % en 2018), en diminution par rapport à 1990 (72,4 %).
La répartition détaillée en 2018 est la suivante : terres arables (64,9 %), zones urbanisées (16,4 %), forêts (6,8 %), mines, décharges et chantiers (4,4 %), zones industrielles ou commerciales et réseaux de communication (3,7 %), prairies (3,7 %), zones agricoles hétérogènes (0,1 %).
L'évolution de l'occupation des sols de la commune et de ses infrastructures peut être observée sur les différentes représentations cartographiques du territoire : la carte de Cassini (XVIIIe siècle), la carte d'état-major (1820-1866) et les cartes ou photos aériennes de l'IGN pour la période actuelle (1950 à aujourd'hui).

### Lieux-dits, hameaux et écarts
La commune compte un hameau, les Cinq Fuciaux, vers Escaudain.

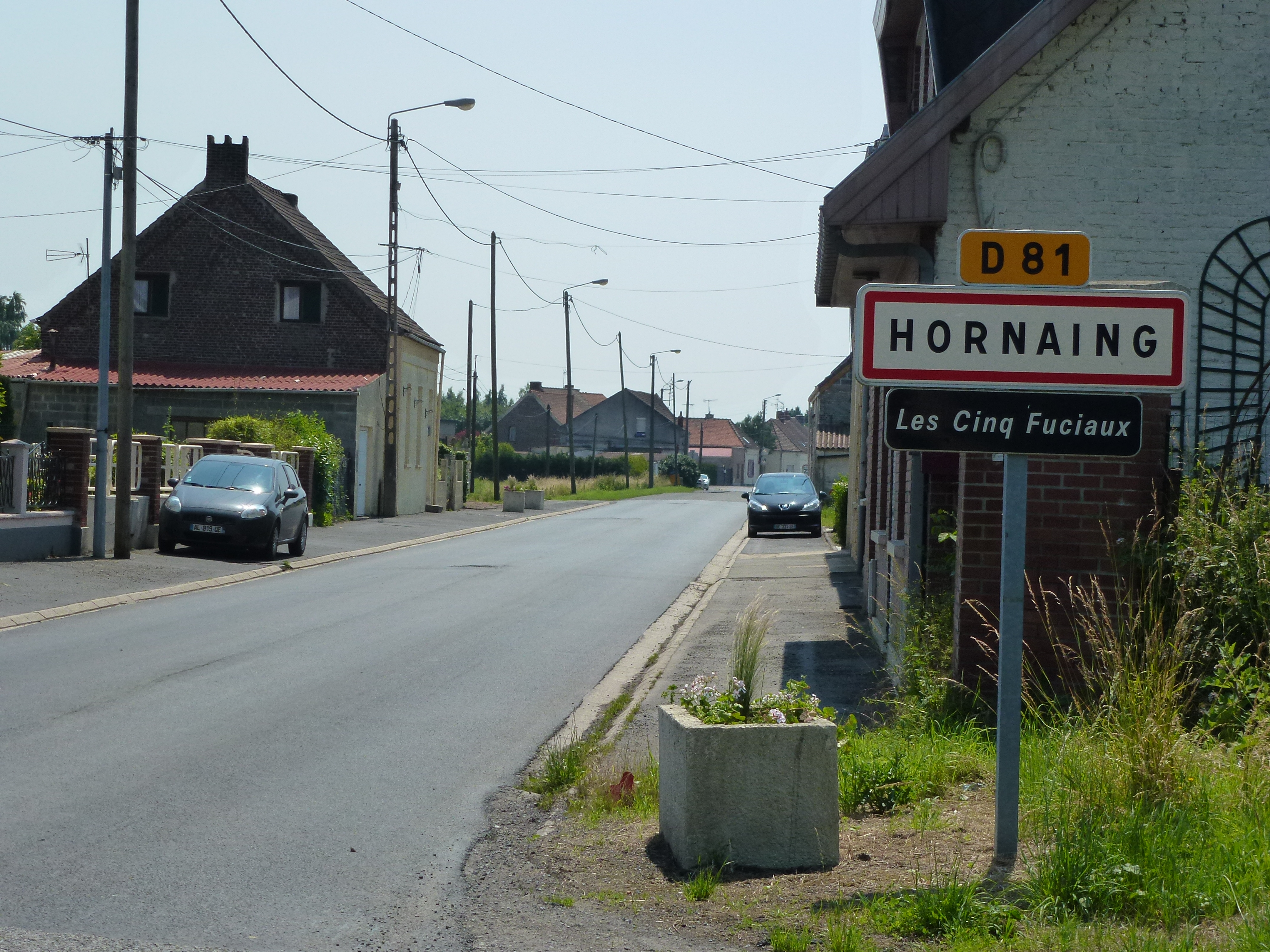

### Habitat et logement
En 2021, le nombre total de logements dans la commune était de 1 414, alors qu'il était de 1 386 en 2016 et de 1 318 en 2011.
Parmi ces logements, 96,8 % étaient des résidences principales, 1,5 % des résidences secondaires et 1,7 % des logements vacants. Ces logements étaient pour 97,8 % d'entre eux des maisons individuelles et pour 2 % des appartements. Les résidences Pinson et Heurteau sont classées prioritaires, avec 1 021 habitants en 2020.
Le tableau ci-dessous présente la typologie des logements à Hornaing en 2021 en comparaison avec celle du Nord et de la France entière. Une caractéristique marquante du parc de logements est ainsi la faible proportion des résidences secondaires et logements occasionnels (1,5 %) par rapport au département (1,8 %) et à la France entière (9,7 %).
| Typologie                                               | Hornaing | Nord | France entière |
| ------------------------------------------------------- | -------- | ---- | -------------- |
| Résidences principales (en %)                           | 96,8     | 90,9 | 82,2           |
| Résidences secondaires et logements occasionnels (en %) | 1,5      | 1,8  | 9,7            |
| Logements vacants (en %)                                | 1,7      | 7,4  | 8,1            |

### Voies de communication et transports
Hoornaing est traversée par la ligne de Douai à Blanc-Misseron, mais la station  de chemin de fer la plus proche est la gare de Somain, desservie par des trains TER Hauts-de-France, qui effectuent des missions entre les gares de Lille-Flandres et de Saint-Quentin, ou de Douai et de Valenciennes
La commune est desservie par les lignes 18, 120 et 121 du réseau de transport Évéole.

## Toponymie

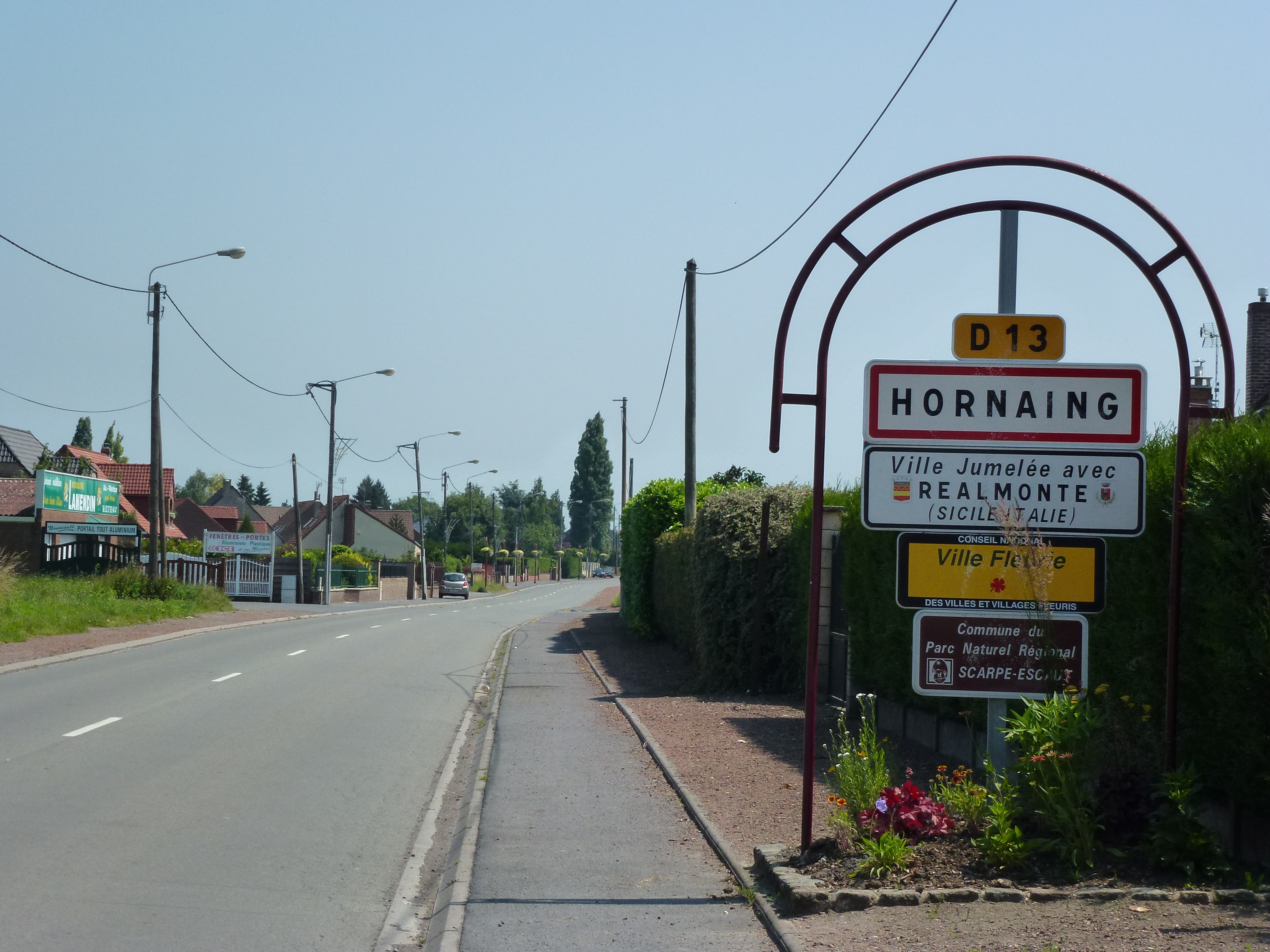

Horninio (1123), Hornain (1174-1183), Hornaing (1210), Hornaign (1218), Hornaing (1793).

## Histoire

### Temps modernes
Hornaing est avant la Révolution française le siège d'une seigneurie détenue tout à la fin du XVIe siècle par Hugues de Bassecourt.

### Époque contemporaine

#### Exploitation minière
La Compagnie des mines d'Anzin commence la fosse Émile Heurteau en 1927, il s'agit de la dernière qu'elle ouvre. Celle-ci assure l'aérage et le service pour la fosse Agache sise à Fenain. Dans les années 1950, la centrale thermique d'Hornaing est construite sur le carreau de fosse. Le puits no 1 est comblé en 1966, et le puits no 2 en 1976, à la suite de la fermeture de la fosse Agache. Les installations sont détruites.
La centrale thermique a fermé en 2015.
En raison d'une perte de rentabilité, il est envisagé de fermer la centrale tehermique en 2013 au lieu de 2015 alors qu'elle emploie 86 salariés, mais plusieurs syndicats (CGT et FO) ont assigné le propriétaire en justice au motif du non-respect d'un accord passé avec les syndicats. Le tribunal de grande instance de Douai (Nord) a rendu en 2013 un jugement sur la fermeture en 2015,.
La mine et la centrale ont également généré un important patrimoine immobilier. Les cendres de la centrale forment le terril no 151, propriété de la société SA TERRILS.

## Politique et administration

### Rattachements administratifs et électoraux

#### Rattachements administratifs
La commune se trouve dans l'arrondissement de Douai du département du Nord.
Elle faisait partie depuis 1801 du canton de Marchiennes. Dans le cadre du redécoupage cantonal de 2014 en France, cette circonscription administrative territoriale a disparu, et le canton n'est plus qu'une circonscription électorale.

#### Rattachements électoraux
Pour les élections départementales, la commune fait partie depuis 2014 du canton de Sin-le-Noble.
Pour l'élection des députés, elle fait partie de la seizième circonscription du Nord.

### Intercommunalité
Fenain était membre de la  communauté de Communes de l'Est du Douaisis (CCED), un établissement public de coopération intercommunale (EPCI) à fiscalité propre créé fin 2000 et auquel la commune a transféré un certain nombre de ses compétences, dans les conditions déterminées par le code général des collectivités territoriales.
En 2006, cette intercommunalité prend le nom de communauté de communes Cœur d'Ostrevent puis, en 2025, se transforme en communauté d'agglomération sous la dénomination de communauté d'agglomération Cœur d'Ostrevent. La commune en est donc membre.

### Tendances politiques et résultats
Lors des élections municipales de 2014 dans le Nord, la liste PS menée par le maire sortant Frédéric Delannoy est la seule candidate et obtient donc la totalité des 1 523 suffrages exprimés. Elle est élue en totalité et 2 de ses membres sont également conseillers communautaires.
Lors de ce scrutin, 32,94 % des électeurs se sont abstenus.
Lors des élections municipales de 2020 dans le Nord, la liste PS menée par le maire sortant Frédéric Delannoy est  à nouveau la seule candidate et obtient donc la totalité des 1 040 suffrages exprimés. Cette liste est élue en totalité et trois de ses membres sont également conseillesr communautaires.
Lors de ce scrutin, marqué par la pandémie de Covid-19 en France, 57,41 des électeurs se sont abstenus,

### Liste des maires
| Période                                  | Période                        | Identité          | Étiquette | Qualité |
| ---------------------------------------- | ------------------------------ | ----------------- | --------- | --- |
| Les données manquantes sont à compléter. |                                |                   |           | |
|                                          |                                |                   |           | |
| avant 1803                               |                                | M. Martinache     |           | |
| avant 1807                               |                                | M. Lehardy        |           | |
|                                          |                                |                   |           | |
| avant 1838[réf. nécessaire]              |                                | M. de Bouteville  |           | Baron, propriétaire Conseiller général de Marchiennes (1856 → 1870) |
|                                          |                                |                   |           | |
| janvier 1881                             |                                | M. Brassart       |           | |
|                                          |                                |                   |           | |
| 1912                                     | 1917                           | Arthur Laude      |           | |
|                                          |                                |                   |           | |
| avant 1981                               |                                | Jean-Louis Carron | PCF       | |
| avant 1988                               | juin 1995                      | Gilbert Canipel   | PCF       | |
| juin 1995                                | mars 2008                      | Alain Ladu,       | PCF       | |
| mars 2008                                | En cours (au 30 novembre 2023) | Frédéric Delannoy | PS        | Attaché territorial Président de la CC puis CA Cœur d'Ostrevent (2014 → ) Conseiller départemental de Sin-le-Nobre (2015 → ) Vice-président au SIDEN-SIAN[Quoi ?] (2020 → ) Réélu pour le mandat 2020-2026, |

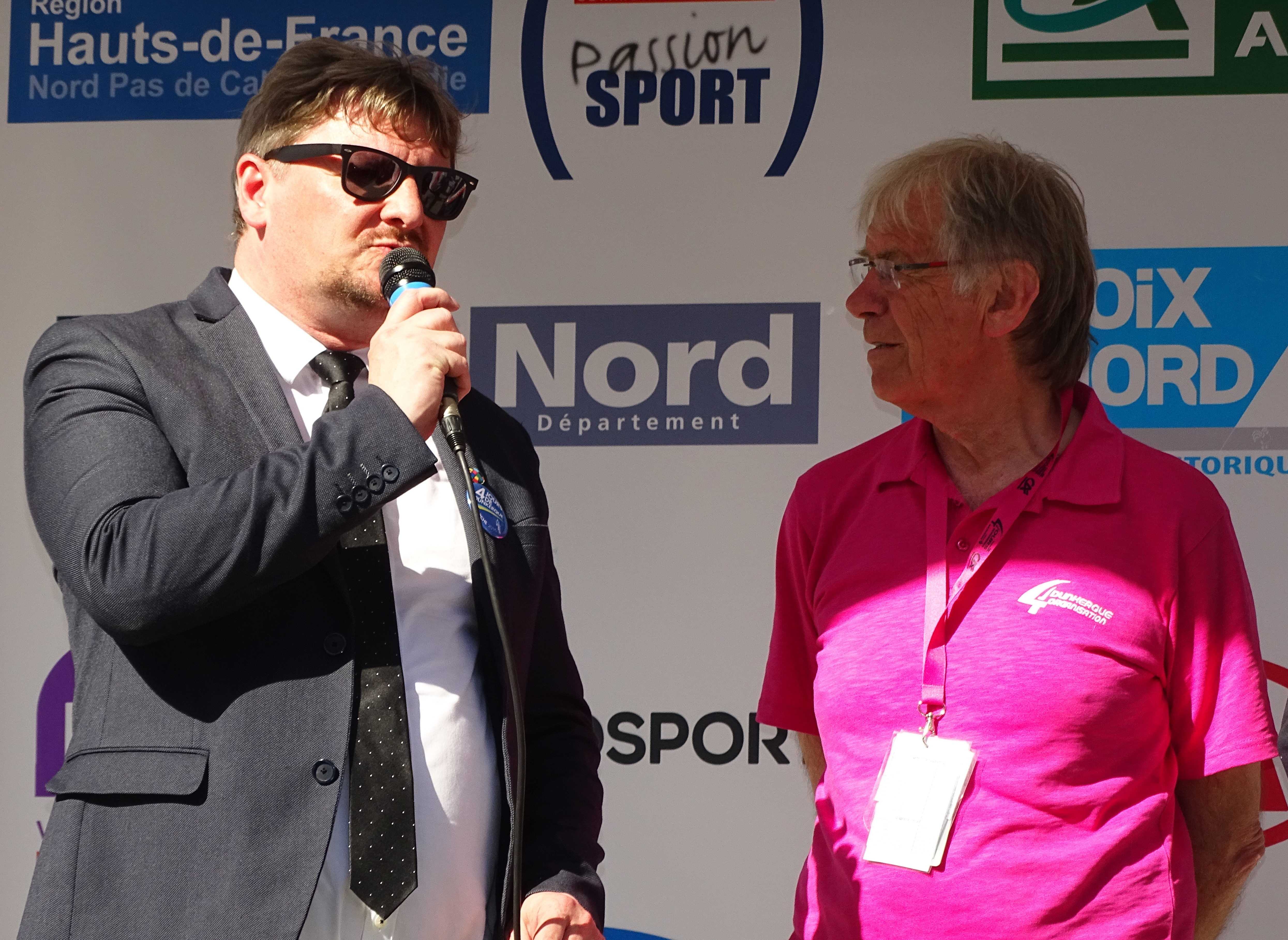
Frédéric Delannoy avec Daniel Mangeas lors de l'arrivée de la 2e étape des Quatre jours de Dunkerque 2016 à Aniche.

### Jumelages
| Ville | Ville      | Pays | Pays   | Période                     |
| ----- | ---------- | ---- | ------ | --------------------------- |
|       | Realmonte, |      | Italie | depuis le 17 septembre 2011 |

## Équipements et services publics

### Espaces publics
La commune d'Hornaing a obtenu en 2012 une première fleur au concours régional des villes et villages fleuris.

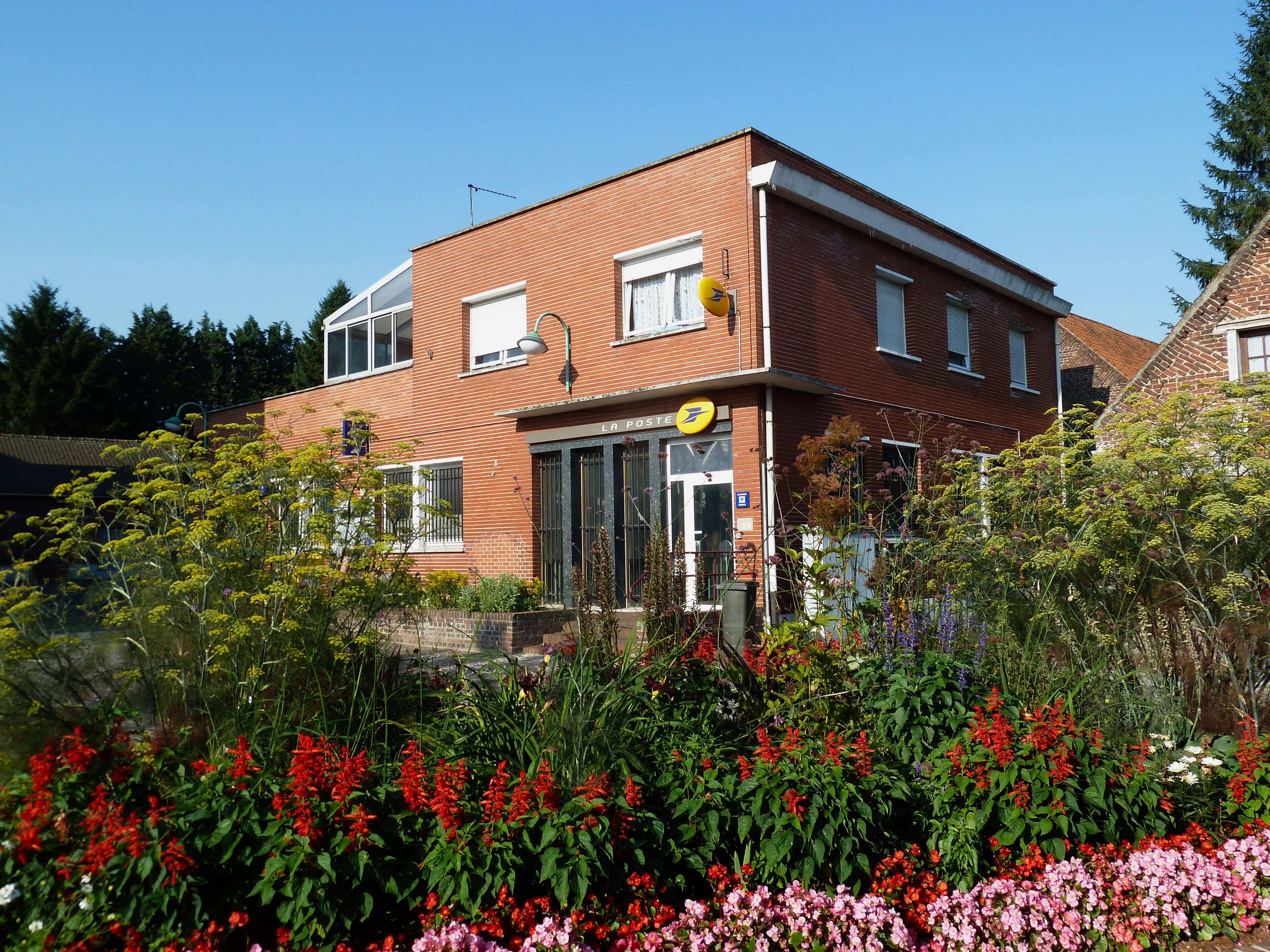
Le bureau de la poste.
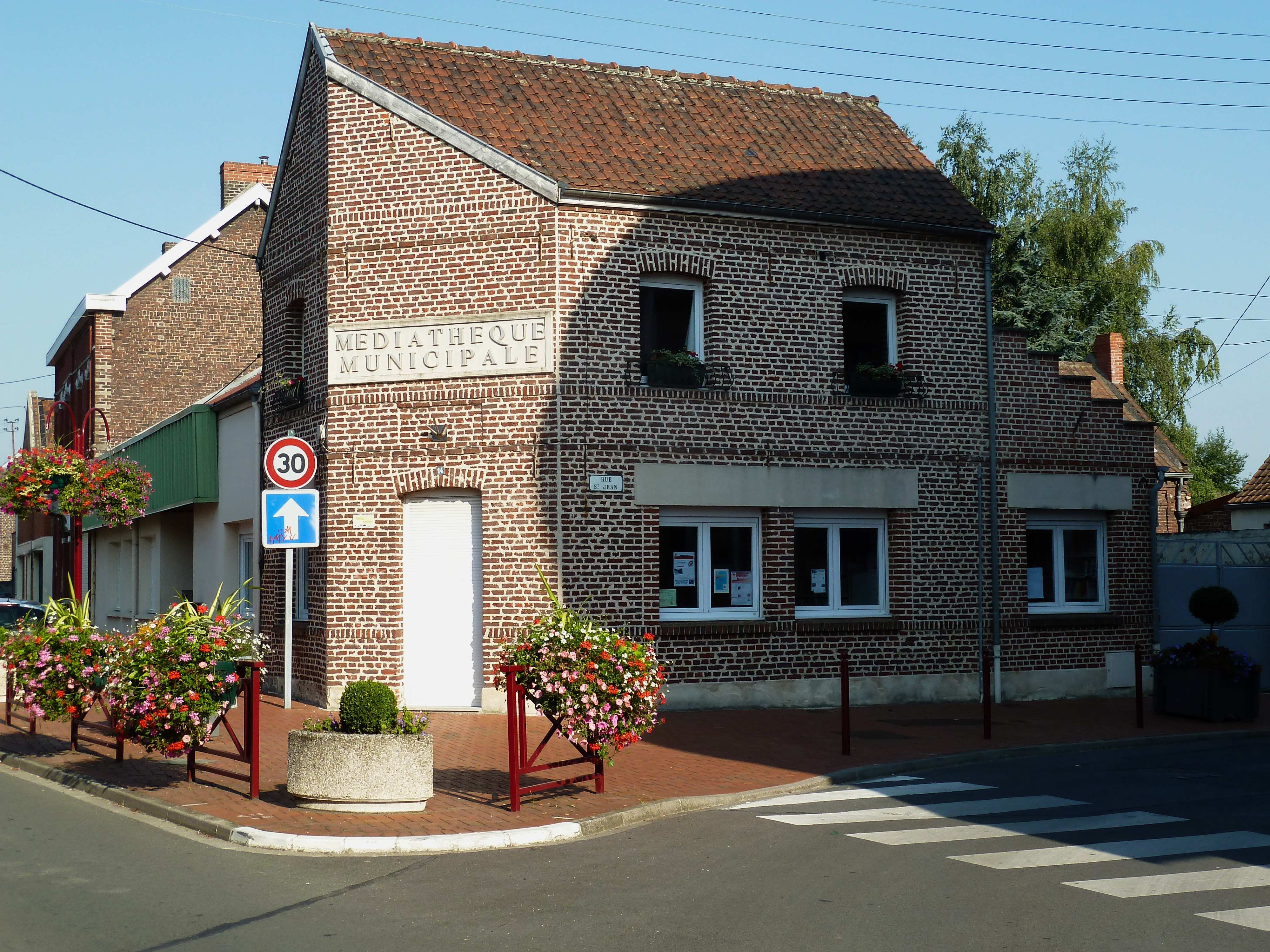
La médiathèque.

## Population et société

### Démographie

#### Évolution démographique
L'évolution du nombre d'habitants est connue à travers les recensements de la population effectués dans la commune depuis 1800. Pour les communes de moins de 10 000 habitants, une enquête de recensement portant sur toute la population est réalisée tous les cinq ans, les populations de référence des années intermédiaires étant quant à elles estimées par interpolation ou extrapolation. Pour la commune, le premier recensement exhaustif entrant dans le cadre du nouveau dispositif a été réalisé en 2006.

En 2022, la commune comptait 3 522 habitants, en évolution de −0,87 % par rapport à 2016 (Nord : +0,51 %, France hors Mayotte : +2,11 %).
| 1800 | 1806 | 1821 | 1831 | 1836 | 1841 | 1846  | 1851  | 1856  |
| ---- | ---- | ---- | ---- | ---- | ---- | ----- | ----- | ----- |
| 619  | 740  | 775  | 912  | 947  | 971  | 1 072 | 1 088 | 1 140 |

| 1861  | 1866  | 1872  | 1876  | 1881  | 1886  | 1891  | 1896  | 1901  |
| ----- | ----- | ----- | ----- | ----- | ----- | ----- | ----- | ----- |
| 1 180 | 1 172 | 1 159 | 1 202 | 1 290 | 1 315 | 1 373 | 1 382 | 1 476 |

| 1906  | 1911  | 1921  | 1926  | 1931  | 1936  | 1946  | 1954  | 1962  |
| ----- | ----- | ----- | ----- | ----- | ----- | ----- | ----- | ----- |
| 1 542 | 1 518 | 1 459 | 1 484 | 2 358 | 2 184 | 2 305 | 3 080 | 3 403 |

| 1968  | 1975  | 1982  | 1990  | 1999  | 2006  | 2011  | 2016  | 2021  |
| ----- | ----- | ----- | ----- | ----- | ----- | ----- | ----- | ----- |
| 3 178 | 3 102 | 2 971 | 2 931 | 2 942 | 3 176 | 3 521 | 3 553 | 3 535 |

| 2022  | - | - | - | - | - | - | - | - |
| ----- | - | - | - | - | - | - | - | - |
| 3 522 | - | - | - | - | - | - | - | - |

#### Pyramide des âges
La population de la commune est relativement jeune.
En 2018, le taux de personnes d'un âge inférieur à 30 ans s'élève à 40,9 %, soit au-dessus de la moyenne départementale (39,5 %). À l'inverse, le taux de personnes d'âge supérieur à 60 ans est de 19,7 % la même année, alors qu'il est de 22,5 % au niveau départemental.
En 2018, la commune comptait 1 722 hommes pour 1 840 femmes, soit un taux de 51,66 % de femmes, légèrement inférieur au taux départemental (51,77 %).
Les pyramides des âges de la commune et du département s'établissent comme suit.
| Hommes | Classe d’âge | Femmes |
| ------ | ------------ | ------ |
| 0,2    | 90 ou +      | 0,7    |
| 4,4    | 75-89 ans    | 7,7    |
| 12,4   | 60-74 ans    | 13,7   |
| 19,0   | 45-59 ans    | 18,2   |
| 20,9   | 30-44 ans    | 20,9   |
| 19,5   | 15-29 ans    | 16,2   |
| 23,5   | 0-14 ans     | 22,7   |

| Hommes | Classe d’âge | Femmes |
| ------ | ------------ | ------ |
| 0,5    | 90 ou +      | 1,4    |
| 5,3    | 75-89 ans    | 8,1    |
| 14,8   | 60-74 ans    | 16,2   |
| 19,1   | 45-59 ans    | 18,4   |
| 19,5   | 30-44 ans    | 18,7   |
| 20,7   | 15-29 ans    | 19,1   |
| 20,2   | 0-14 ans     | 18     |

## Sports et loisirs

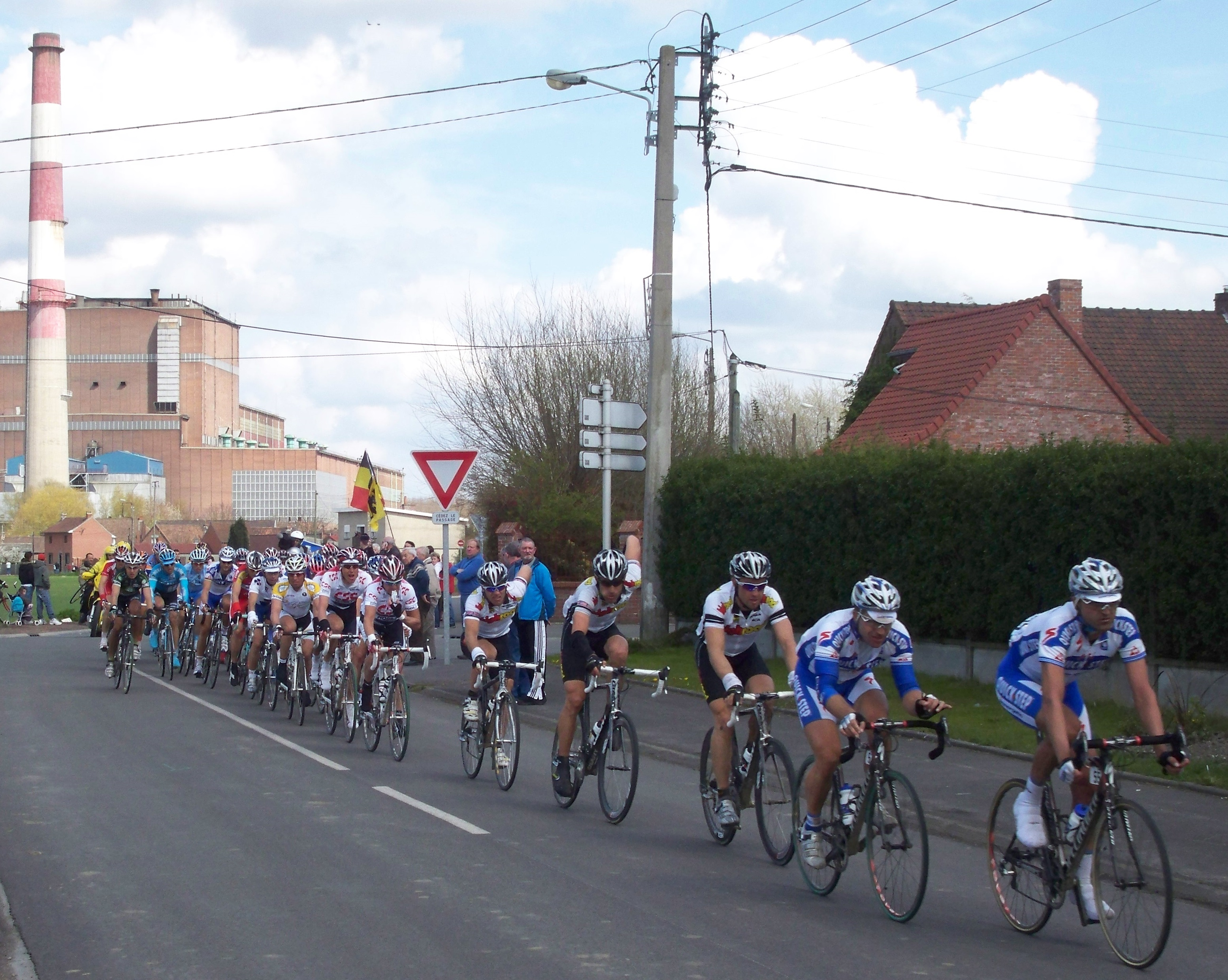
Le Paris-Roubaix à Hornaing (2008)

Hornaing a vu passer le Tour de France en 2004 et 2010 et accueille chaque année le Paris-Roubaix sur les pavés d'Hornaing à Wandignies-Hamage, les plus longs de cette course.

## Culture locale et patrimoine

### Lieux et monuments
- L'église Saint-Jean-Baptiste
- La Centrale thermique d'Hornaing : 
Rachetée par le groupe E.ON, elle est encore visible, mais a cessé son activité à la suite d'un incident majeur qui a endommagé ses installations.

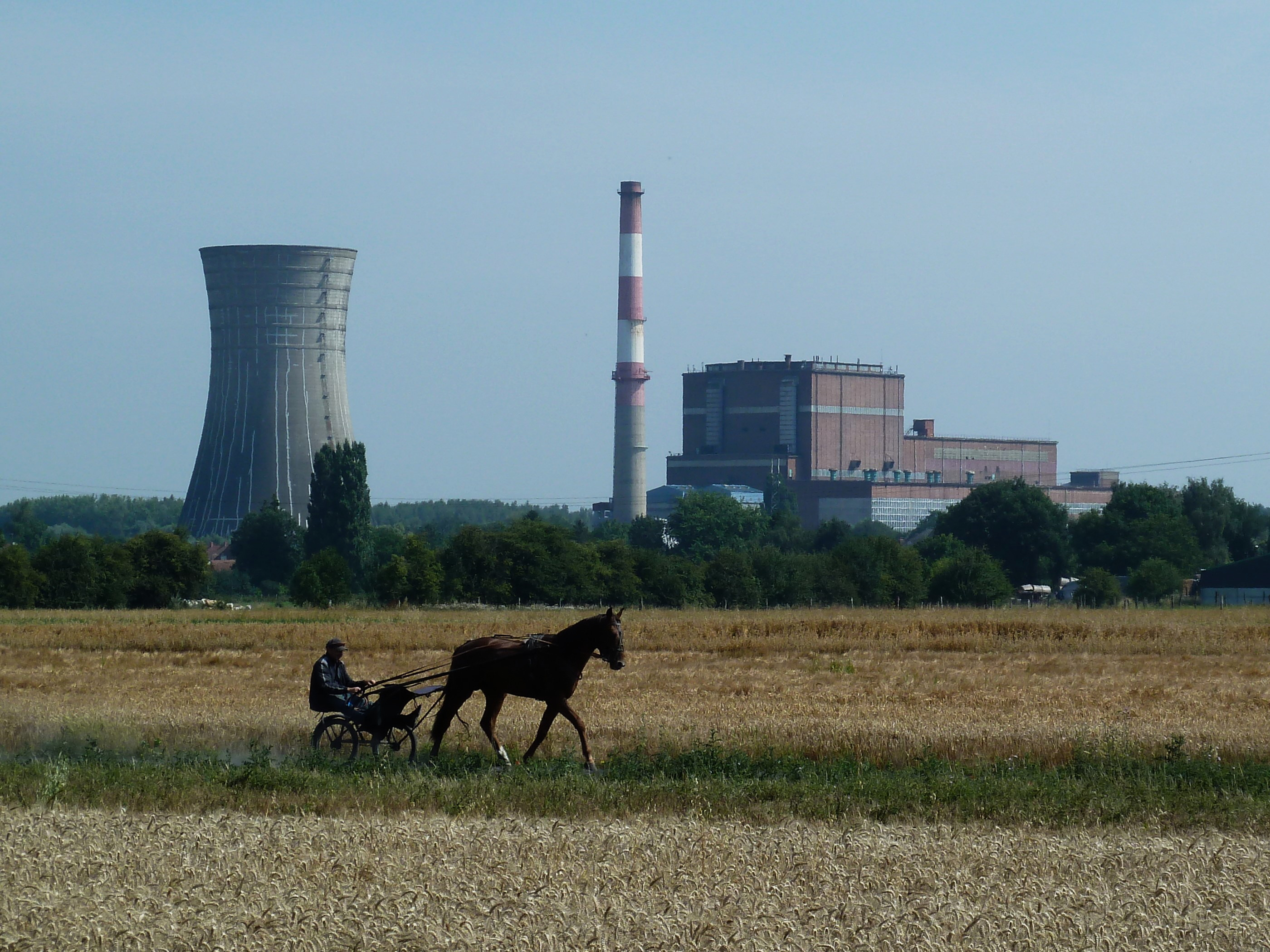
La Centrale  thermique d'Hornaing
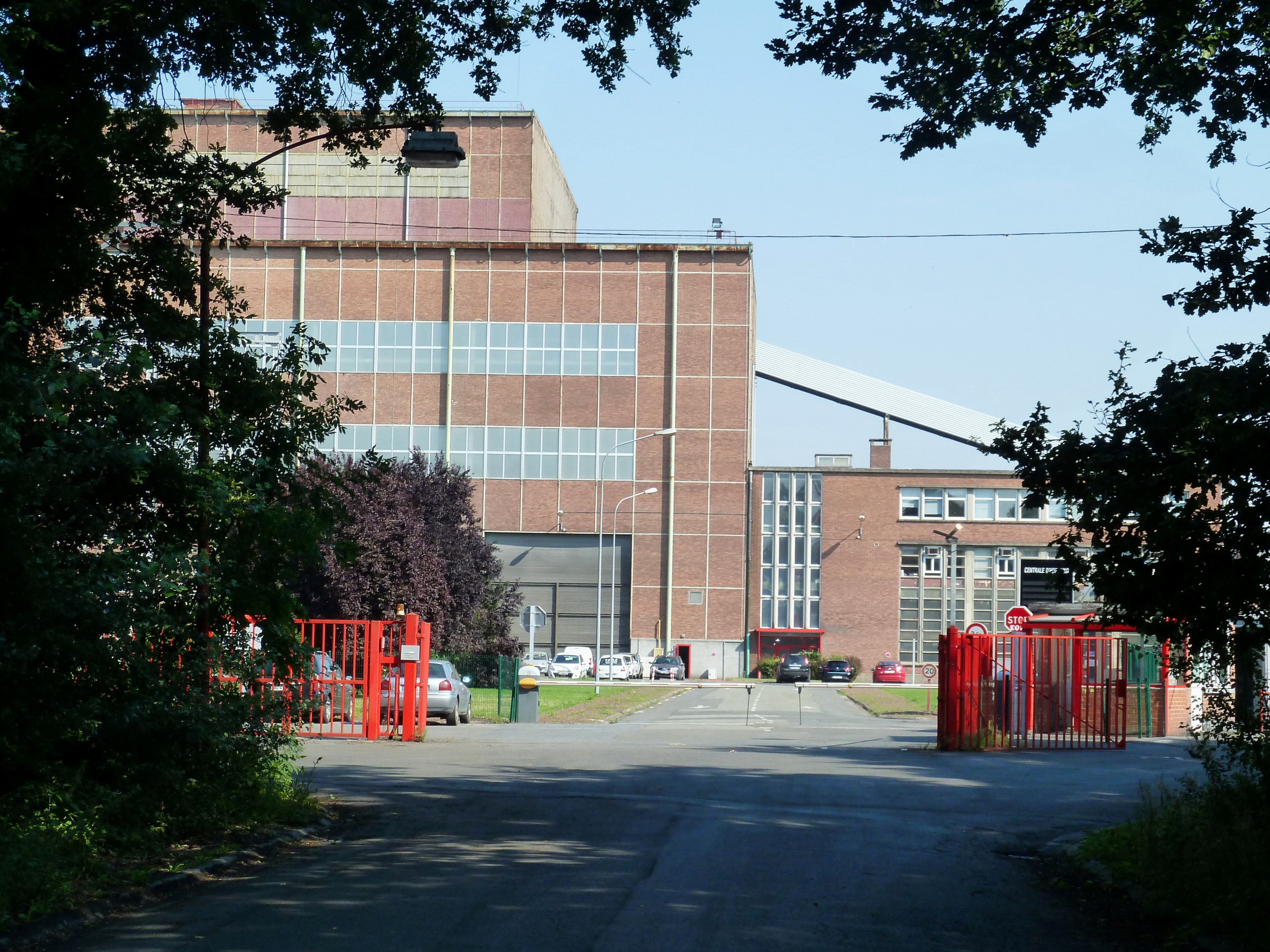
La Centrale  thermique d'Hornaing
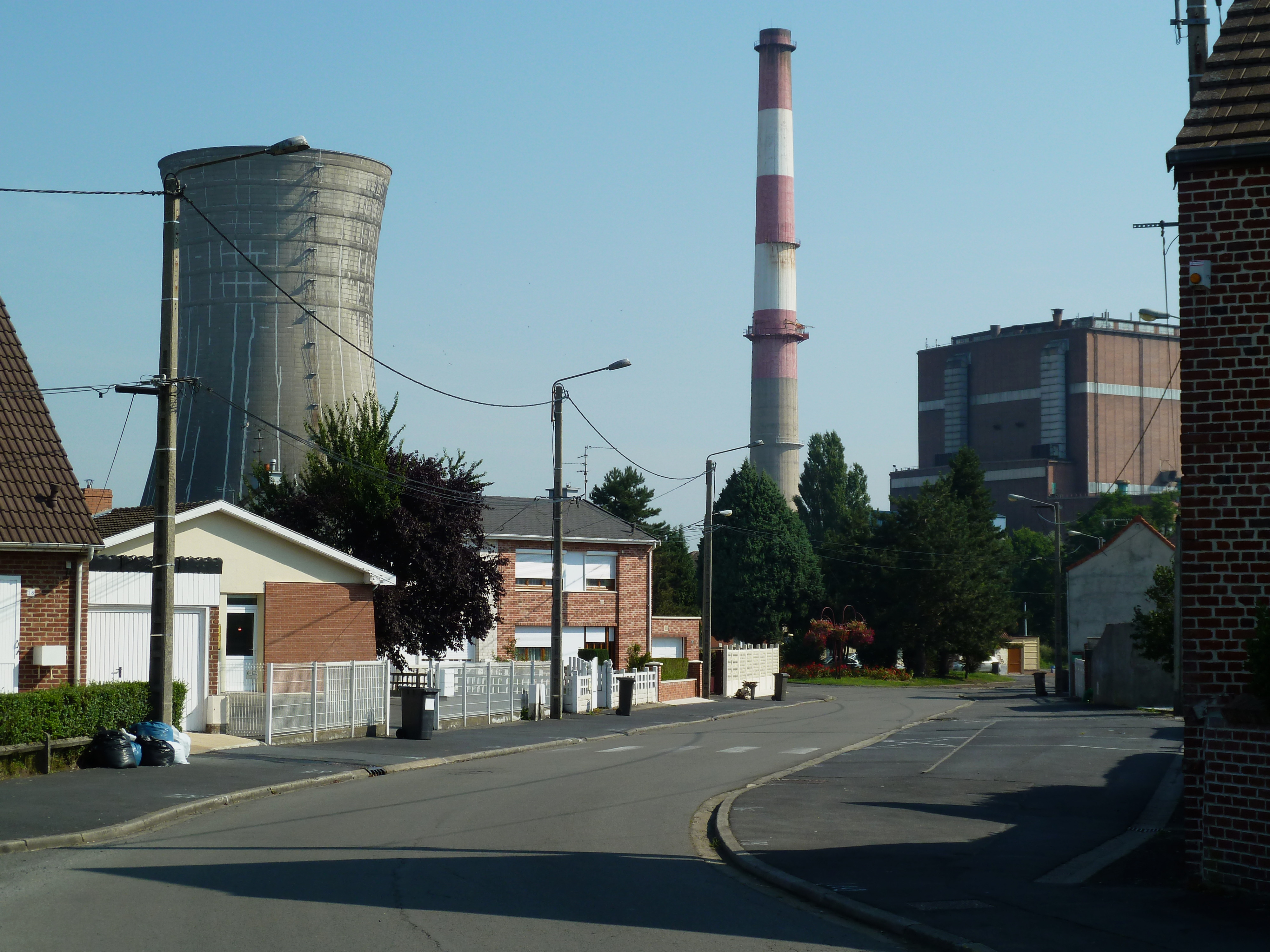
La Centrale  thermique d'Hornaing

- La salle d'Œuvres Sociales E.Ferrari
- Le monument aux morts
- La médiathèque
- Patrimoine minier de la fosse Heurteau

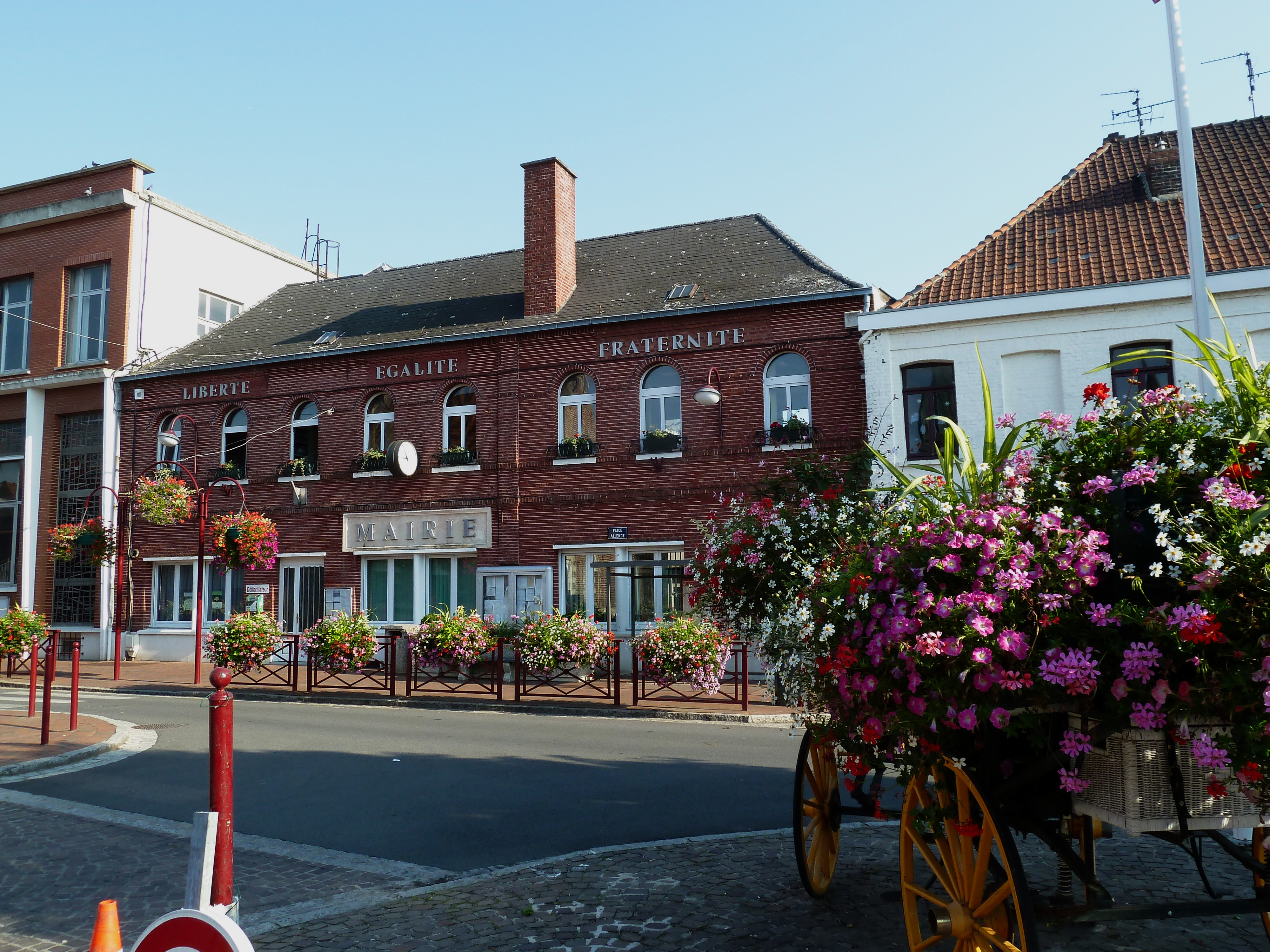
la mairie.
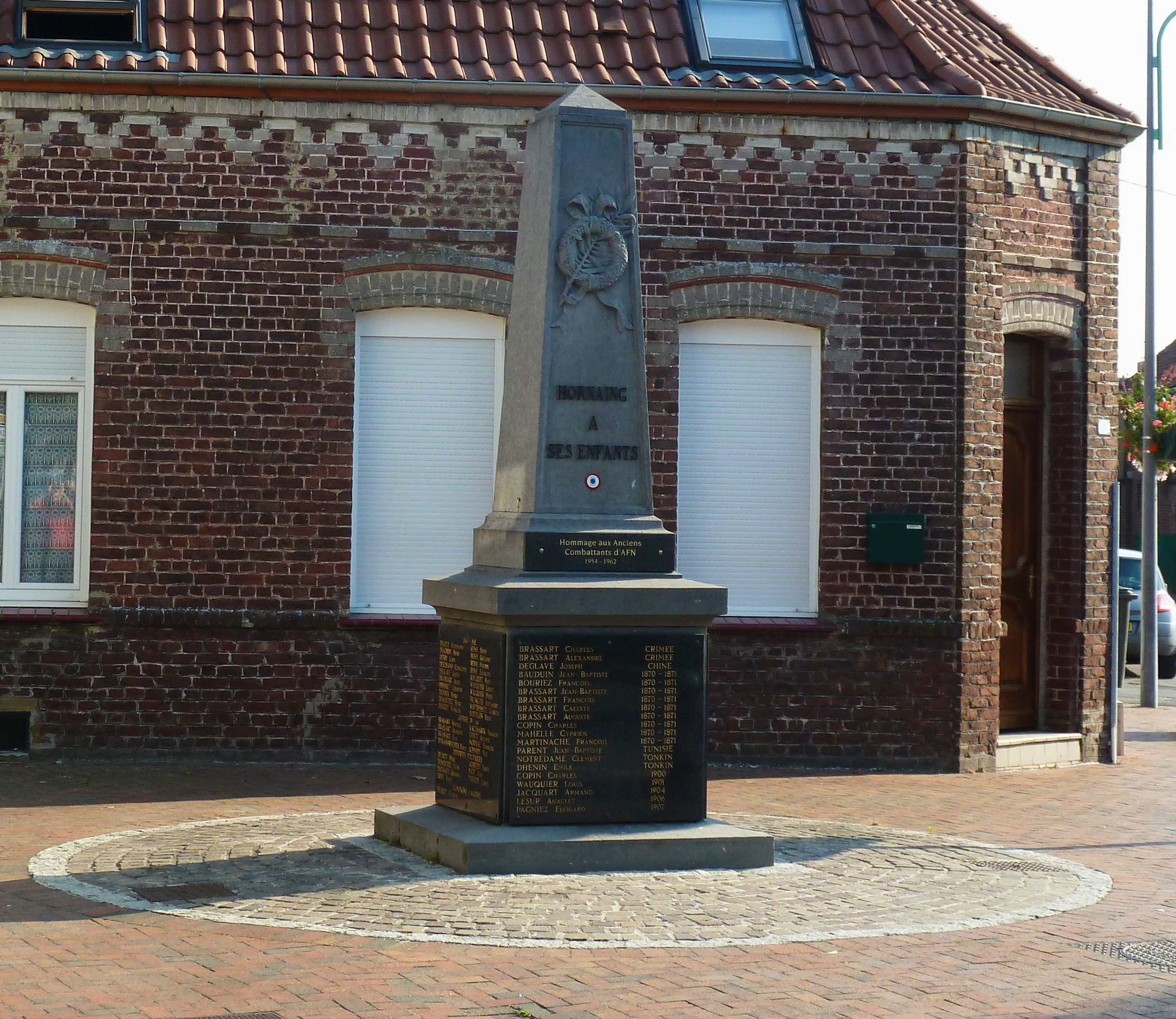
le monument aux Morts.
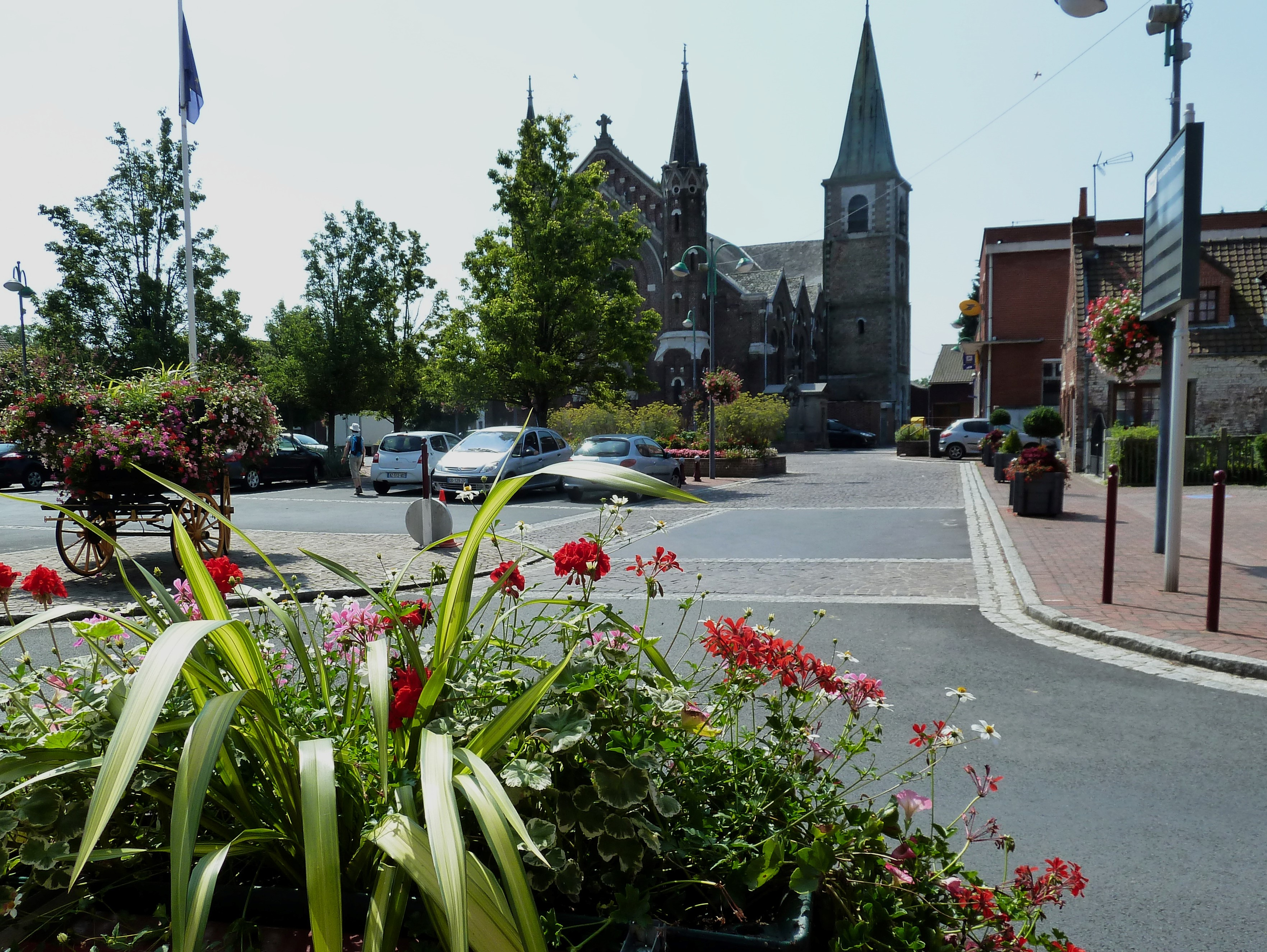
la Place Salvador Allende et l'église St Jean-Baptiste.
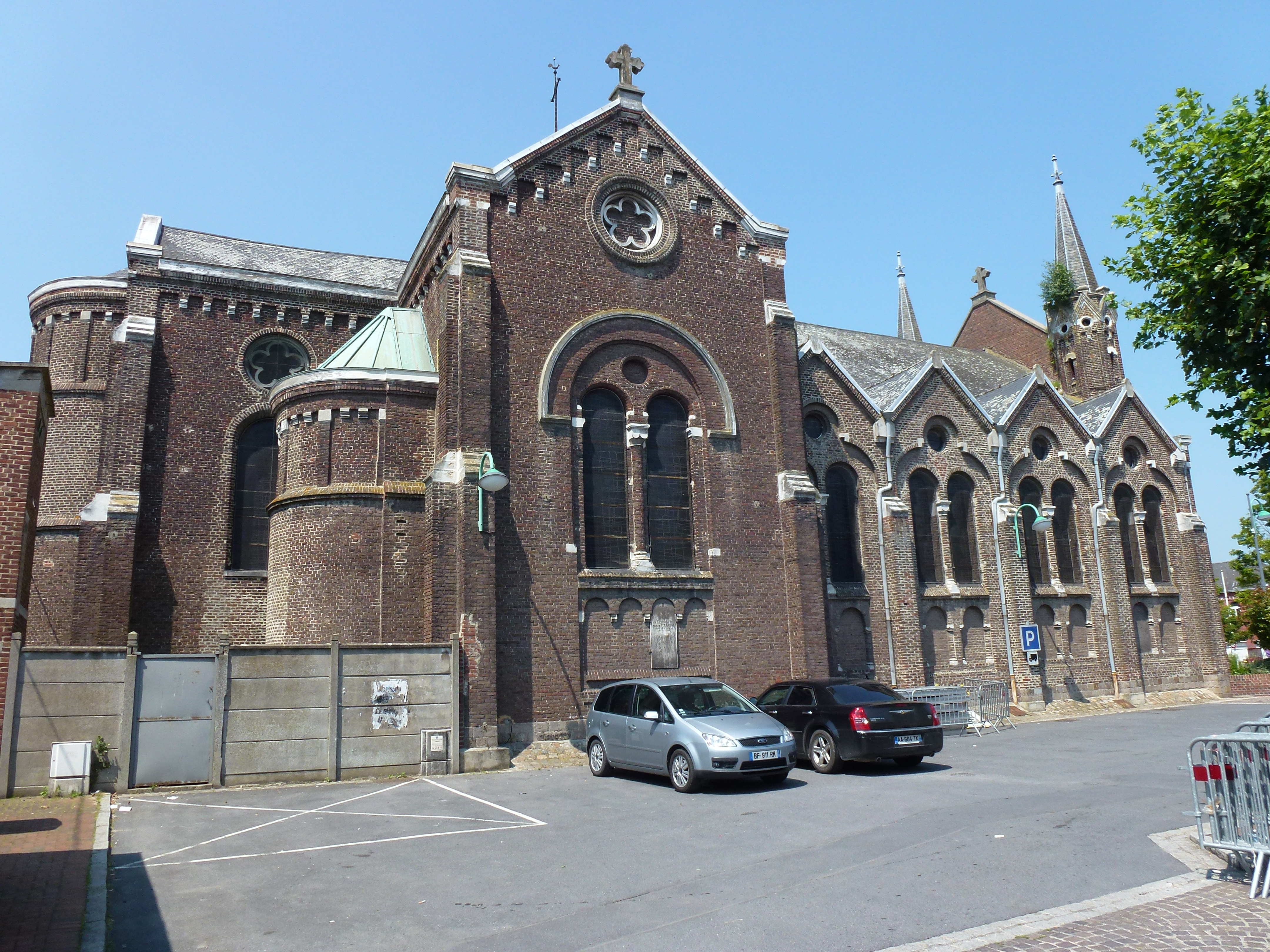
L'église St Jean-Baptiste.
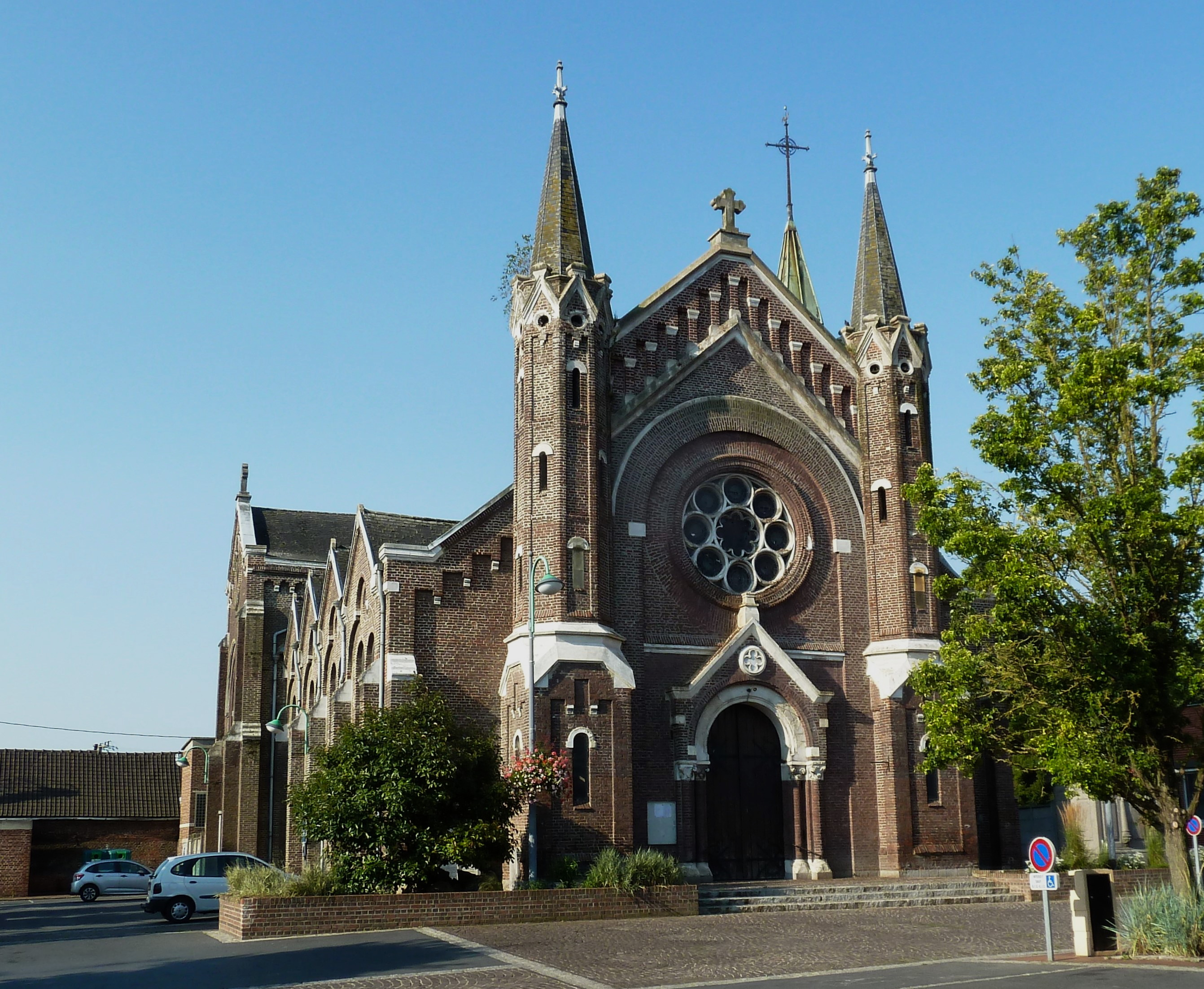
Parvis de l'église St Jean-Baptiste.
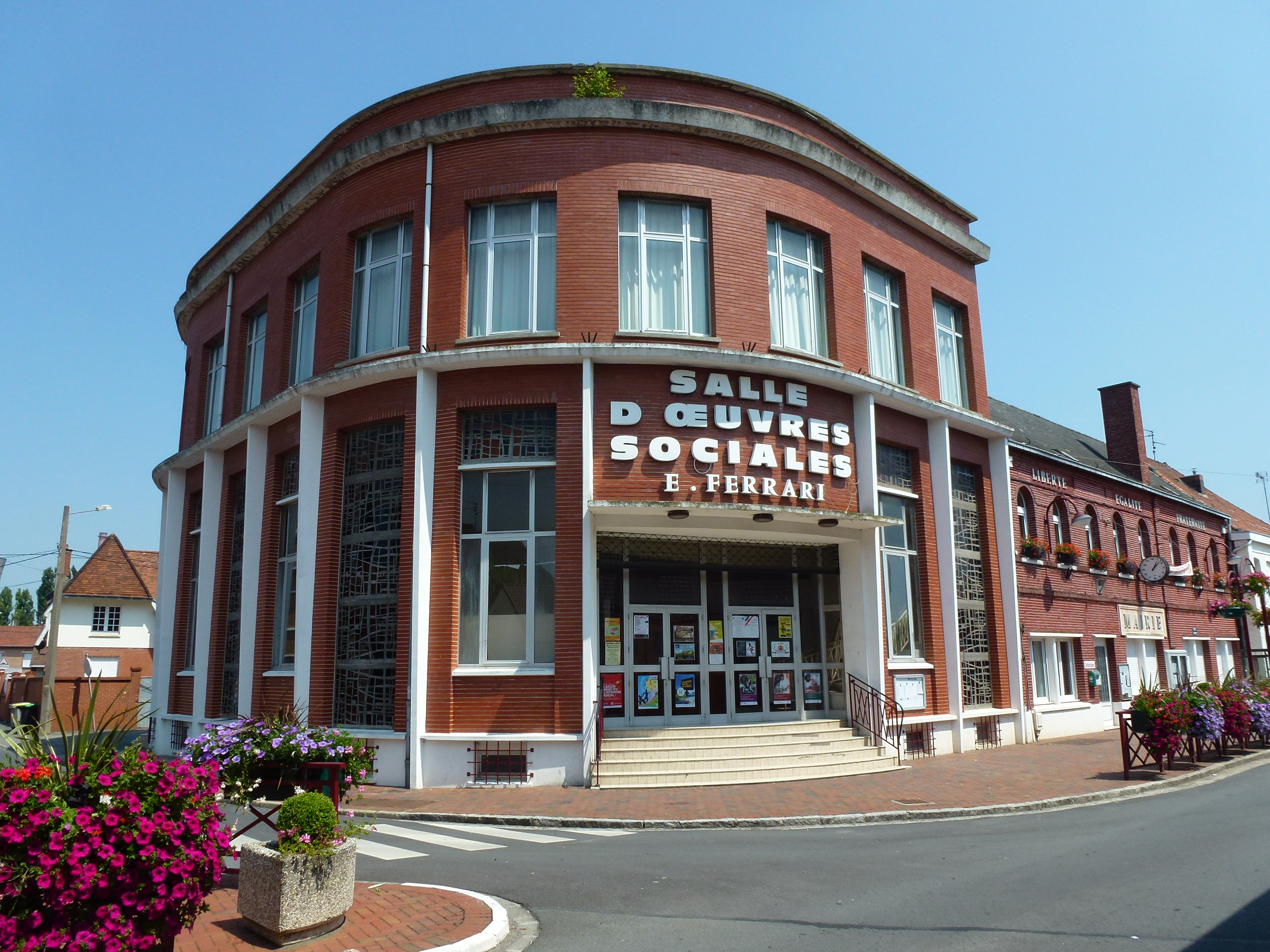
La salle E.Ferrari.

### Folklore

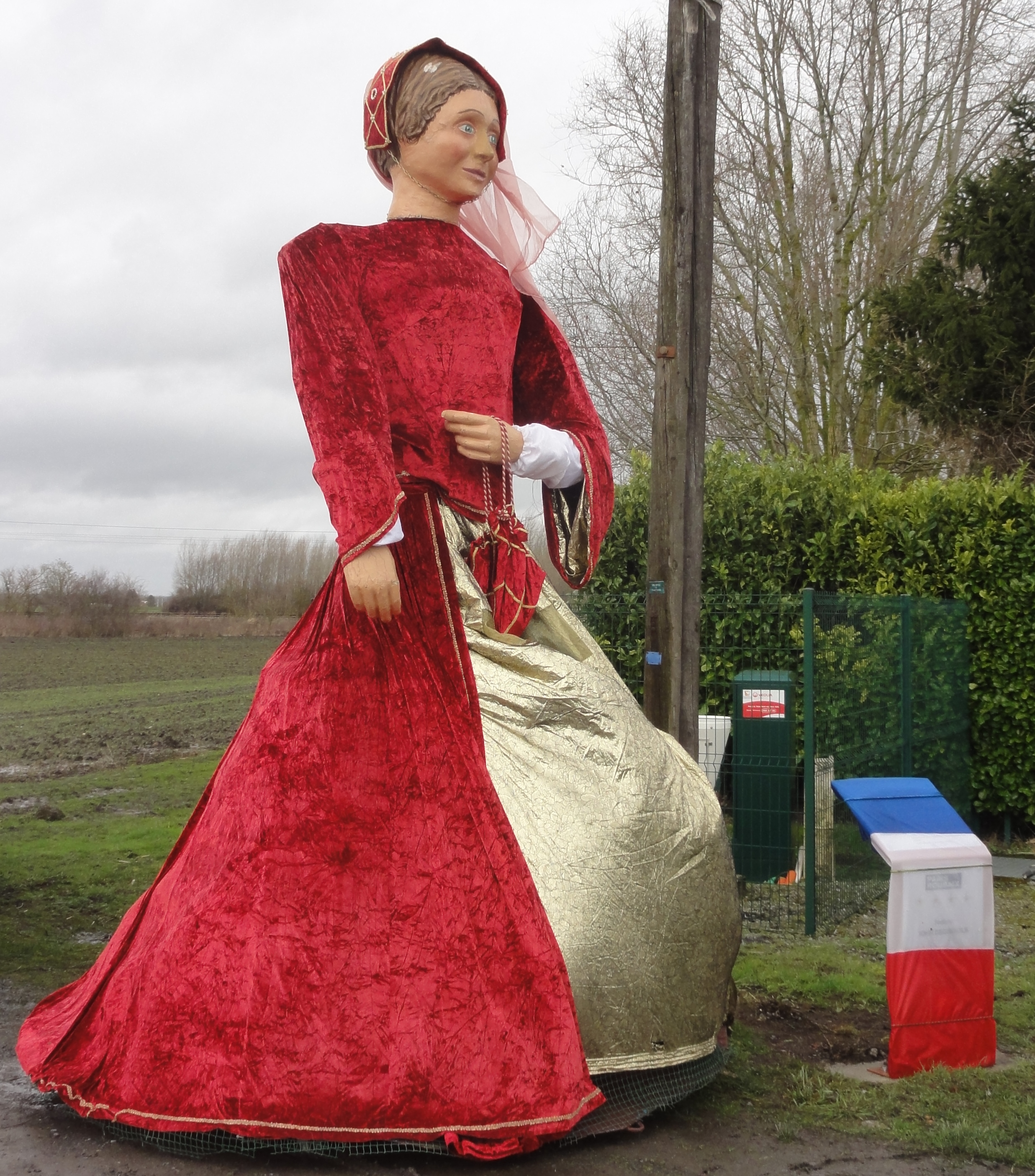
Philippote de Lannoy en février 2020.

Hornaing possède une géante, Philippotte de Lannoy,,, qui défile tous les ans à la fête des Mouchons.

### Personnalités liées à la commune
- Seigneurs d'Hornaing : Hugues de Bassecourt est seigneur de Hornaing en 1598. Il est le fils de Claude de Bassecourt, seigneur de Saint-Floris en partie et de Marie Duriez, fille de Philippe Duriez, en son vivant censier de l'abbaye de Corbie à Monchy-au-Bois, et cousin germain maternel de Jérôme Duriez, écuyer, seigneur du Hamel, qui avait obtenu une sentence de noblesse en mai 1592. Les Duriez portaient pour armes « De gueules à trois maillets d'or, posés droits ». Hugues de Bassecourt a écartelé ses armes avec celles des Monchy (Monchy-au-Bois). Il l'a fait pour se distinguer du seigneur de Grigny, son frère aîné. Hugues de Bassecourt passe le 10 mars 1598 un accord avec Robert de la Tramerie, seigneur du lieu et du Forest (Leforest) et son frère Ponthus de la Tramerie, seigneur de Hestaing, au sujet des armes que porte Hugues. Les frères de la Tramerie descendent des Monchy (Monchy-au-Bois)- Cayeux (Cayeux-sur-mer). Ils reconnaissent aux Bassecourt le droit de porter les armes des Duriez[21].

### Héraldique
| Blason de Hornaing | Blason  | De gueules à la fasce d'or, accompagnée en chef d'une devise vivrée du même.                           |
| Blason de Hornaing | Détails | Ce sont les armes de la famille de Jauche - Mastaing. Le statut officiel du blason reste à déterminer. |

## Pour approfondir